# Gherman I al Constantinopolului
Gherman I (n. 634 d.Hr., Constantinopol, Imperiul Roman de Răsărit – d. 733 d.Hr., Constantinopol, Imperiul Roman de Răsărit) a fost patriarhul Constantinopolului între anii 715 și 730. El este considerat sfânt atât de către Biserica Ortodoxă, cât și de către Biserica Romano-Catolică, fiind prăznuit în ziua de 12 mai. A fost precedat de patriarhul Ioan al VI-lea al Constantinopolului (712-715) și a fost urmat de patriarhul Anastasie al Constantinopolului (730-754).

## Biografie
Gherman s-a născut în prima jumătate a secolului al VII-lea la Constantinopol. Potrivit cronicarului Teofan Mărturisitorul, era fiul patricianului Iustinian, care a făcut parte din anturajul împăratului Heraclie (610-641) și a fost executat în 668. Iustinian ar fi fost implicat în uciderea împăratului Constans al II-lea (641-668) și uzurparea tronului de către Mezezius (668-669). Împăratul Constantin Pogonatul (668-685), fiul lui Constans al II-lea, și-a învins rivalul și i-a pedepsit pe susținătorii lui Mezezius. Gherman a supraviețuit persecuțiilor, fiind foarte tânăr, dar a fost castrat și transformat în eunuc de către învingători, fiind rânduit cleric la Biserica „Sf. Sofia” ca să nu poată accede în administrația imperiului.
Gherman a fost trimis la o mănăstire și a fost hirotonit mai târziu ca episcop al Cizicului. A luptat împotriva ereziei monotelite, care câștiga tot mai mulți adepți, după ce fusese condamnată ca atare de Sinodul al VI-lea Ecumenic de la Constantinopol (680-681). Episcopul Gherman a luat parte la Sinodul de la Constantinopol din 712, care a adoptat hotărâri ce au favorizat monotelismul și a abolit canoanele Sinodului al VI-lea Ecumenic, pentru a respecta preferințele religioase ale împăratului Philippikos Bardanes (711-713).
În 713 împăratul Philippikos Bardanes a fost detronat de Anastasios al II-lea (713-715). Noul împărat a anulat curând toate hotărârile religioase ale predecesorului său. Patriarhul Ioan al VI-lea, asociat puternic cu monotelismul, a fost ulterior destituit. În 11 august 714/715 episcopul Gherman al Cizicului a fost ales patriarh al Constantinopolului. Mai târziu, Gherman a contribuit la negocierea termenilor de capitulare ai lui Anastasiu în fața lui Teodosiu al III-lea (715-717).
În anul 715 Gherman a convocat un nou sinod care a propagat diotelismul și i-a anatemizat pe mai mulți conducători ai facțiunii adverse. El a încercat să îmbunătățească relațiile cu Biserica Apostolică Armeană în vederea reconcilierii. Problema majoră a mandatului său a fost, totuși, iconoclasmul bizantin, care se răspândea tot mai mult ca urmare a propagării de către împăratul Leon al III-lea Isaurul (717-741). Gherman a fost iconodul și a îndeplinit un rol important în apărarea folosirii icoanelor în timpul crizei iconoclaste, fiind destituit și trimis în exil pentru opoziția sa față de împărat, care considera că venerarea acestor imagini sacre este o formă de idolatrie.
O scrisoare a patriarhului Gherman scrisă înaintea anului 726 către doi episcopi iconoclaști precizează că „acum orașe întregi și mulțimi de oameni sunt într-o agitație considerabilă cu privire la această chestiune”, dar există foarte puține dovezi cu privire la evoluția dezbaterii. După o încercare aparent reușită de a impune botezul tuturor evreilor și montaniștilor din imperiu (722), Leon al III-lea a emis o serie de edicte împotriva venerării icoanelor (726–729). Atitudinea dârză a patriarhului în problema cinstirii icoanelor a stârnit mânia împăratului.
Patriarhul fie a demisionat, fie a fost destituit în urma emiterii interdicției imperiale. Scrisorile scrise de Gherman, care s-au mai păstrat, conțin puține informații teologice. Potrivit Patriciei Karlin-Hayter, ceea ce l-a îngrijorat pe Gherman a fost că interzicerea venerării icoanelor ar fi dovedit că Biserica s-a aflat mult timp în eroare și a făcut, prin urmare, jocul evreilor și musulmanilor. Tradiția îl înfățișează pe patriarh mult mai hotărât în poziția sa, câștigând chiar o dezbatere pe această temă cu Constantin, episcopul de Nacoleia, unul dinte conducătorii facțiunii iconoclaste. Papa Grigore al II-lea (715–731), care era iconodul, a lăudat „zelul și statornicia” în credință a patriarhului constantinopolitan.
Gherman a fost înlocuit pe tronul patriarhal de Anastasie, care era mai dispus să se supună voii împăratului. Fostul patriarh s-a retras la reședința familiei sale. A murit acolo după trei ani la o vârstă înaintată. Rămășițele sale pământești au fost înmormântate în Biserica Chora din Constantinopol. Sinodul al VII-lea Ecumenic de la Niceea (787) l-a inclus pe Gherman în dipticele sfinților. Fostul patriarh a fost considerat de atunci sfânt atât de Biserica Ortodoxă, cât și de Biserica Catolică, fiind prăznuit în ziua de 12 mai.
Mai multe dintre scrierile sale au fost păstrate. Historia Ecclesiastica a fost o scriere populară timp de mai multe secole în traducerile greacă și latină și continuă să fie citată adesea de cercetători. Părți din ea au fost publicate în limba engleză în 1985 sub titlul On the Divine Liturgy, fiind descrisă de editorii săi drept „explicația cvasi-oficială în cursul mai multor secole a Sfintei Liturghii pentru lumea creștină bizantină”. Cu toate acestea, Johann Peter Kirsch se îndoiește că lucrarea a fost scrisă într-adevăr de patriarhul Gherman.

## Influență
Papa Pius al XII-lea a inclus unul dintre textele sale în constituția apostolică care a proclamat ridicarea Sfintei Fecioare Maria cu trupul și cu sufletul la cer ca dogmă a Bisericii.
Printre scrierile sale a fost imnul „Μέγα καί παράδοξον θαῦμα” tradus de John Mason Neale ca „A Great and Mighty Wonder” („O mare și puternică minune”), deși Neale l-a atribuit în mod eronat patriarhului Anatolie al Constantinopolului (449-458).